# Плотность последовательности
Плотность последовательности ― понятие общей аддитивной теории чисел, изучающей законы сложения целочисленных последовательностей общего вида. 
Плотность последовательности является мерой того, какая часть из последовательности всех натуральных чисел принадлежит данной
последовательности {\displaystyle A=\{a_{i}\}} целых неотрицательных чисел {\displaystyle 0=a_{0}<a_{1}<a_{2}<\dots }.
Под понятием плотности последовательности имеется в виду плотность {\displaystyle d(A)}, введённая в 1930 Шнирельманом (отсюда англ. название термина — Schnirelmann density) последовательности А, а именно:
{\displaystyle d(A)=\inf _{n\in \mathbb {Z} _{+}}(\pi _{A}(n)-1)/n}
где {\displaystyle \pi _{A}(n)} — количество членов последовательности {\displaystyle A}, не превосходящих {\displaystyle n}.

## Связанные определения
Пусть {\displaystyle A+B} ― арифметическая сумма последовательностей {\displaystyle A=\{a_{i}\}} и {\displaystyle B=\{b_{i}\}}, т. е. множество {\displaystyle A+B=\{c\in \mathbb {Z} _{+}|c=a+b,a\in A,b\in B\}}.
Если {\displaystyle A=B} полагают {\displaystyle 2A=A+A}, аналогично {\displaystyle 3A=2A+A} и т. д. 
Если {\displaystyle nA=\mathbb {Z} _{+}}, то {\displaystyle A} называется базисом {\displaystyle n}-го порядка.

## Свойства
- Плотность {\displaystyle d(A)=1} тогда и только тогда, когда {\displaystyle A} совпадает с множеством {\displaystyle \mathbb {Z} _{+}} всех целых неотрицательных чисел.
- Неравенство Шнирельмана

{\displaystyle d(A+B)\geq d(A)+d(B)-d(A)d(B)}
- Неравенство Манна ― Дайсона

{\displaystyle d(A+B)\geq \min\{d(A)+d(B),1\}}
Из неравенства Шнирельмана следует, что всякая последовательность положительной плотности есть базис конечного порядка. 
Применение этого факта к аддитивным задачам, в которых часто суммируются последовательности нулевой плотности, осуществляется посредством предварительного конструирования из заданных последовательностей новых с положительной плотностью. 
Например, с помощью методов решета доказывается, что последовательность {\displaystyle \{p\}+\{p\}}, где {\displaystyle p}
пробегает простые числа, обладает положительной плотностью. 
Отсюда следует теорема Шнирельмана: существует такое целое число {\displaystyle c_{0}>0}, что любое натуральное число есть сумма не более {\displaystyle c_{0}} простых чисел. 
Эта теорема дает решение т. н. ослабленной проблемы Гольдбаха.

## Вариации и обобщения
Разновидностью понятия плотности последовательности является понятие
асимптотической плотности, частным случаем которой будет натуральная плотность. 
Понятие плотности последовательности обобщается на числовые последовательности, отличные от натурального ряда, например на последовательности целых чисел в полях алгебраических чисел. 
В результате удается изучать базисы в алгебраических полях.